# Allée couverte de Men-Gouarec
L'allée couverte de Men Gouarec ou (Men Goarec) est une allée couverte située à Plaudren, dans le Morbihan, en France.

## Description
L'allée couverte de Men Gouarec est une sépulture courte de 5,70 m de long. La largeur de la chambre varie de 1,40 m à 1,60 m. L'entrée, comportant une petite dalle qui correspondait peut-être à un seuil, est orientée vers l'Est. Les parois nord et sud devaient comporter chacune sept dalles supports : désormais, deux sont manquantes côté Nord et il n'en reste plus que trois côté Sud. Les dalles ont été imbriqués les unes dans les autres, vraisemblablement pour éviter les infiltrations de terre. La hauteur sous dalle varie de 1,40 à 1,60 m. L'ensemble était entouré d'une enceinte en forme d'ellipse sans façade rectiligne devant l'entrée.
La dalle de chevet comporte sur sa face externe (côté sud) une sculpture représentant une paire de seins aux mamelons très rapprochés placés dans un cartouche ovalaire (41 cm sur 32 cm). La présence de cette sculpture sur la face externe a pu laisser supposer qu'à l'origine le monument comportait une chambre terminale (comme à Tressé et Prajou-Menhir), qui serait désormais disparue, mais les fouilles n'ont pas confirmé cette hypothèse. Selon les fouilleurs, il est donc probable que cette partie du monument n'était pas entièrement recouverte par le cairn.
Un second dolmen, désormais détruit, se trouvait à 50 m à l'est de l'allée couverte. Il n'en subsiste plus qu'une légère surélévation de terrain.

## Mobilier archéologique
Le mobilier archéologique découvert lors de fouilles opérées par Jean L'Helgouach et Joël Lecornec comprenait :
- une poterie épaisse, à gros dégraissant, à surface rougeâtre ou brunâtre, de type « pot-de-fleur » ;
- des fragments de poteries de type « bouteille à collerette » ;
- des fragments d'une écuelle carénée à fond rond, à rebord simple et à surface lissée ;
- un tesson de céramique campaniforme ;
- à l'extérieur de la chambre, des éclats de silex, lamelles, grattoir, ébauche de flèche, disque en quartz et une hache en dolérite.

L'ensemble correspond à une occupation du site au Néolithique final.
Un mobilier archéologique important a aussi été découvert dans les parcelles environnantes, ce qui pourrait correspondre à la présence d'un habitat à proximité de la sépulture.

### Reconstitution 3D
- Allée couverte de Mein-Gouarec à Plaudren (construit par photogrammétrie)